# 邓乾
邓（？—？）南阳新野（今河南新野南）人，邓震的儿子。

## 生平
父亲邓震去世后，邓乾继承爵位，后来他又取了汉显宗的女儿沁水公主。永元十四年（102年），阴皇后因巫蛊之事被揭发，邓乾的从兄邓奉因为是阴皇后的舅舅而被杀，邓乾受到牵连，封国被废除。元兴元年（105年），汉和帝又把原来的侯国封给了邓乾，并且任命他为侍中。邓乾死后，他的儿子邓成继承爵位。